# أديتي
أديتي (بالإنجليزية: Aditi)، في الميثولوجيا الهندوسية، هي ربة أو إلهة السماء التي لا حدود لها. اسمها يعني «التحرر من الروابط أو التحرر من القيود أو اللامحدود»، وتُشير كتب الفيدا إلى أنَّها كانت شاملة كل الشمول. وكانت قبل كل شيء، وقبل كل تاريخ، وهي ربة الماضي والمستقبل والأبعاد السبعة للكون ونور السماء الذي يتخلل كل الأشياء، والوعي بكل الأشياء الحية. ولكن في العصور المتأخرة اشتهرت أكثر بأولادها الذين سموا «الأديتيون» تكريمًا لها. وقد دُعيت بأنَّها زوجة كاسيابا أو كاشيابا أو براهما. يُصورونها أحيانًا على شكل بقرة. وقد انحطت أخيرًا إلى الربة الحارسة التي تساعد المُتعبدين في العثور على الطريق المُعبَّد الذي يبحثون عنه.